# Georges Hebdin
Georges Hebdin (19 aprile 1895 – 20 marzo 1970) è stato un calciatore belga, di ruolo attaccante.

## Carriera

### Club
Ha giocato nella prima divisione belga.

### Nazionale
Ha vinto una medaglia d'oro ai Giochi Olimpici di Anversa 1920, nei quali ha giocato la partita valevole per i quarti di finale; complessivamente ha giocato 12 partite in nazionale, senza mai segnare.

## Palmarès

### Club
- Campionato belga: 4

1906-1907, 1908-1909, 1909-1910, 1912-1913
- Coppa del Belgio: 2

1912-1913, 1913-1914

### Nazionale
- Oro olimpico: 1

Anversa 1920